# گیرنده گابا A

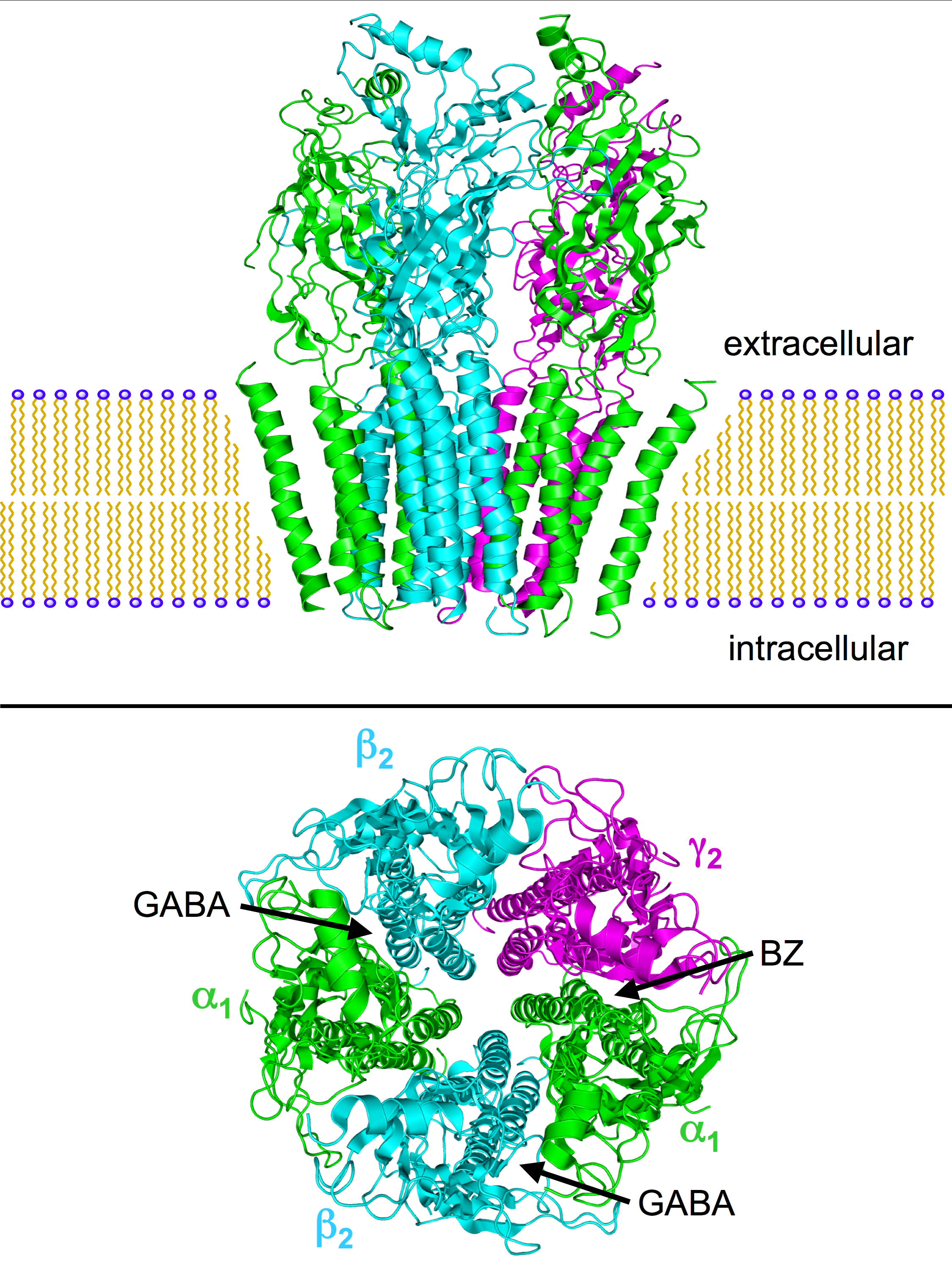
ساختار گیرنده استیل‌کولین نیکوتینی (nAchR:) که بسیار شبیه گیرنده GABA_{A} است. بالا: نمای کناری از nAchR که درون غشاء سلولی قرار گرفته است. پایین: نمای گیرنده از قسمت برون‌سلولی غشاء.

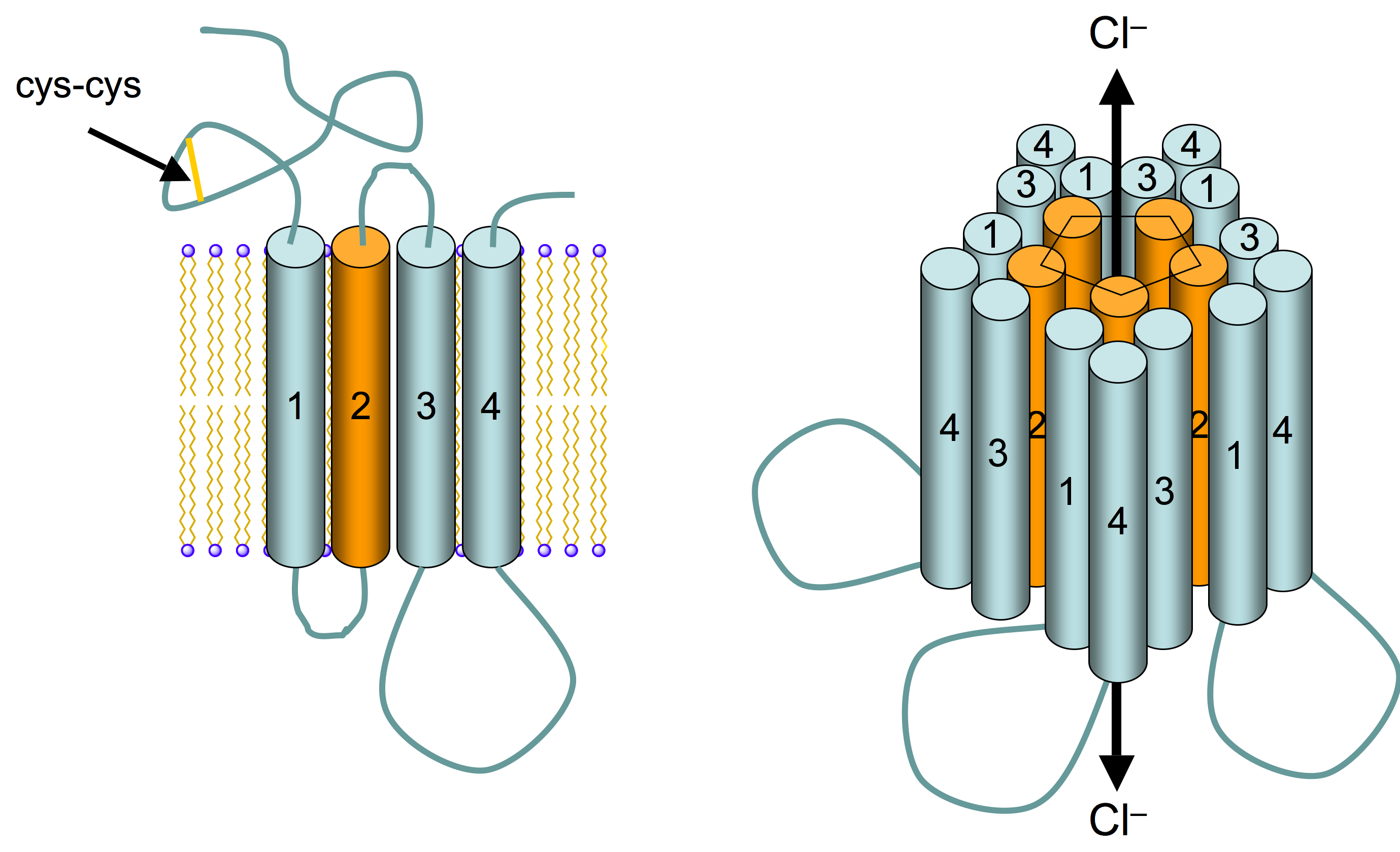
تصویر شماتیک گیرنده GABA_{A}. چپ: زیرواحد تک‌پاری GABA_{A} که در دولایه لیپیدی (خط‌های زرد متصل به دایره‌های آبی) قرار گرفته است. چهار پیچه آلفا تراغشائی (۱-۴) به صورت سیلندرهایی نمایش داده شده‌اند. پیوند دی‌سولفیدی بین دامنه برون‌سلولی سرشاخه C که مشخصه خانواده گیرنده‌های حلقه-سیستینی (که شامل گیرنده GABA_{A} هم می‌شود) است توسط خط زرد نمایش داده شده است. راست: پنج زیرواحد به طور متقارن حول حفره انتقال آنیون کلرید قرار گرفته‌اند. حلقه‌های برون‌سلولی برای وضوح بیش‌تر نمایش داده نشده‌اند.

گیرنده GABAA یکی از دو کانال یونی دریچه-لیگاندی مسئول برای انتقال اثر اسید آمینوبوتریک گاما (ترارسان عصبی بازدارنده اصلی در مغز) است. تحریک این گیرنده با افزایش ورود یون کلر منفی به داخل سلول تحریک‌پذیری نورونها را کم میکند. مصرف الکل و بنزودیازپین‌ها سیستم گاباآ (GABAA) را درگیر می‌کند.